# Фёгельзен
Фёгельзен (нем. Vögelsen) — община в Германии, в земле Нижняя Саксония.
Входит в состав района Люнебург. Подчиняется управлению Бардовик. Население составляет 2267 человек (на 31 декабря 2010 года). Занимает площадь 8,26 км².